# Krumbach (Amberg)
Krumbach ist ein in der Oberpfalz gelegenes Dorf, das ein Gemeindeteil von Amberg ist.

## Lage
Der Ort befindet sich in der Region Oberpfälzer Jura und liegt in der nach Gärmersdorf benannten Gemarkung. Krumbach selbst ist einer von 23 Ortsteilen der kreisfreien Stadt Amberg. Krumbach liegt knapp dreieinhalb Kilometer von der Ortsmitte der Kernstadt entfernt und elf Kilometer von Hirschau.

## Verkehr
Die Staatsstraße 2240 verläuft am südwestlichen Ortsrand des Dorfes.

## Kultur und Sehenswürdigkeiten

### Bauwerke
Nahe der Ortsmitte von Krumbach gibt es mit der römisch-katholischen Filialkirche  St. Johannes Baptist ein denkmalgeschütztes Bauwerk.